# Habenaria ichneumonea
Habenaria ichneumonea là một loài thực vật có hoa trong họ Lan. Loài này được (Sw.) Lindl. mô tả khoa học đầu tiên năm 1835.